# Wilhelm Behr (Landrat)
Wilhelm Behr (* 4. Oktober 1904 in Stolberg; † 11. Mai 1944 in Hoyerswerda) war ein deutscher Landrat.

## Leben und Wirken
1923 machte Wilhelm Behr am Gymnasium Stolberg das Abitur und war danach zwei Jahre bei der Deutschen Bank in Stolberg tätig. Von 1925 bis 1928 studierte er Rechtswissenschaften  und war anschließend Gerichtsreferendar und Gerichtsassessor. 1930 promovierte er. 
Behr trat zum 1. Februar 1933 in die NSDAP ein (Mitgliedsnummer 1.473.400). Seit Mai 1933 war er beim Landratsamt Berlin beschäftigt und wurde am 1. Dezember 1933 zum Regierungsassessor ernannt. Im März 1934 wechselte er zur Bezirksregierung Merseburg und ein Jahr später in das Reichsinnenministerium. 	
Im Sommer 1936 war Behr beim landrätlichen Hilfsamt in Norderney beschäftigt und wurde am 14. September 1936 vertretungsweise mit der Verwaltung des Landratsamtes in Meschede beauftragt. Im April 1937 zum Regierungsrat ernannt,  wurde er am 25. September 1937 definitiv Landrat des Kreises Meschede.
Im  März 1939 wurde er zunächst kommissarisch mit der Verwaltung des Landratsamtes in Hoyerswerda beauftragt und nach der Versetzung im  September 1939 definitiv Landrat des Kreises Hoyerswerda.
Im Januar 1943 hatte er vertretungsweise die Stelle des Regierungsvizepräsidenten der Bezirksregierung Liegnitz inne. Er verstarb während des aktiven Dienstes.